# Земовит IV Плоцкий
Земовит IV Плоцкий или Куявский (пол. Siemowit (Ziemowit); 1352 — 21 января 1426 года) — князь равский (1373/1374 — 1426), плоцкий (1381—1426), визненский (1381—1382, 1401—1426) и белзский (1388—1426), представитель Мазовецкой линии Пястов. Младший сын князя плоцкого и равского Земовита III от первого брака с силезской княжной Эвфимией Опольской (ум. 1352).

## Биография
Унаследовал от своего отца (Земовита III, умер в 1381 году) роль претендента на корону Польши, где со смертью Казимира Великого прекратилась династия Пястов.
После смерти в 1382 году Людовика Венгерского, занявшего польский престол по договору с Казимиром Великим, Земовит Мазовецкий, пользуясь поднявшимися в стране смутами, поскольку было неизвестно, какая из дочерей Людовика займёт престол, и отсутствия какого бы то ни было правительства попытался силой сесть на польский трон, находя себе поддержку в великопольской шляхте, недовольной правлением малопольских вельмож в царствование Людовика. Однако его попытка закончилась неудачей; не удался и его второй план — захватить Ядвигу на её пути в Краков. После коронации Ядвиги Земовит заключил с ней договор (1385), по которому за определённый выкуп возвращал все захваченные в бескоролевье земли.

## Семья и дети
Был женат с 1387 года на княжне Александре Ольгердовне (ок. 1360—1434), дочери великого князя литовского Ольгерда Гедиминовича (1296—1377) и Ульяны Александровны Тверской. Их дети:
Сыновья:
- Земовит V Равский (1389/1390 — 1442), в браке с Маргаритой Силезской-Троппау-Егердорф
- Владислав I Плоцкий (1395/1411 — 1455), в браке с Анной Силезской-Ёльс
- Казимир II Белзский (1396/1407 — 1442), в браке с Маргаритой Замотулый (ум. 1464)
- Александр Земовит Мазовецкий[пол.] (1400—1444), князь-епископ Триентский
- Тройден II (1403/1406 — 1427)

Дочери:
- Кимбурга Мазовецкая (1394—1429), замужем за Эрнстом Австрийским (1377—1424)
- Евфимия Мазовецкая (1395—1447), замужем за Болеславом І Силезским-Тешин (ок. 1363—1431)
- Ядвига Мазовецкая[англ.] (1393 — после 1439), замужем за Яношем Гараем[пол.] († 1428)
- Амелия Мазовецкая[пол.] (1396/1399 — после 1424), замужем с 1413 года за графом Вильгельмом II Мейсенским (1371—1425)
- Анна Мазовецкая (1407/1413 — 1435), замужем за Михаилом Болеславом Литовским (его первая супруга)
- Мария Мазовецкая (1410—1450), замужем за Богуславом IX Померанским (ок. 1407/1410 — 1446)
- Екатерина Мазовецкая († 1475), замужем за князем Михаилом Болеславом Литовским (его третья супруга).